# Pokémon Sun і Moon
Pokémon Sun і Pokémon Moon (яп. ポケットモンスター　サン・ムーン, покетто монсута: сан мун, «Покемон: Сонце та Місяць») — рольові відеоігри в жанрі JRPG, яку створила студія Game Freak для гральної консолі Nintendo 3DS. Випуск відеогри назначений на 18 листопада 2016 року.